# Pendembu
Pendembu – miasto w południowo-wschodnim Sierra Leone, niedaleko granic z Liberią. Administracyjnie należy do dystryktu Kailahun w Prowincji Wschodniej. Mieszka tu ok. 18 tys. osób (stan z 2004 roku). Miasto połączone jest linią kolejową z Freetown.
W Pendembu urodził się sierraleoński prezydent Ahmad Tejan Kabbah.